# يوهان فينزيل بيتر
يوهان فينزيل بيتر (بالألمانية: Johann Wenzel Peter)‏ هو رسام نمساوي، ولد في 9 سبتمبر 1745 في كارلوفي فاري في التشيك، وتوفي في 28 ديسمبر 1829 في روما في إيطاليا.